# Episodi di Go, Dog. Go! (seconda stagione)
La seconda stagione di Go, Dog. Go! negli USA è stata distribuita il 7 dicembre 2021 su Netflix.
In Italia è stata distribuita su Netflix dal 7 dicembre 2021.
| nº | Titolo italiano                      | Titolo inglese              | Prima TV USA    | Prima TV Italia |
| -- | ------------------------------------ | --------------------------- | --------------- | --------------- |
| 1  | Nevica!                              | Snow Dog, Snow              | 7 dicembre 2021 | 7 dicembre 2021 |
| 2  | Cani a babordo                       | All Paws on Deck            | 7 dicembre 2021 | 7 dicembre 2021 |
| 2  | Il palco di ossi                     | Bonestand and Deliver       | 7 dicembre 2021 | 7 dicembre 2021 |
| 3  | Prendimi se ci riesci                | Catch Me If You Sam         | 7 dicembre 2021 | 7 dicembre 2021 |
| 3  | Vecchi giocattoli                    | Toy Driver                  | 7 dicembre 2021 | 7 dicembre 2021 |
| 4  | Frank e Beans con Chili              | Frank and Beans with Chili  | 7 dicembre 2021 | 7 dicembre 2021 |
| 4  | Il segugio nella prateria            | Little Hound on the Prairie | 7 dicembre 2021 | 7 dicembre 2021 |
| 5  | Inseguitori e masticatori            | Chaser and Chewer           | 7 dicembre 2021 | 7 dicembre 2021 |
| 5  | La ricetta per un'avventura          | Recipe for Adventure        | 7 dicembre 2021 | 7 dicembre 2021 |
| 6  | Le avventure della pantofola perduta | Raiders of the Lost Bark    | 7 dicembre 2021 | 7 dicembre 2021 |
| 6  | Piano, cane, piano!                  | Slow Dog Slow               | 7 dicembre 2021 | 7 dicembre 2021 |
| 7  | Picco Biscotto                       | Board Silly                 | 7 dicembre 2021 | 7 dicembre 2021 |
| 7  | L'inno della città                   | Sing for the Fences         | 7 dicembre 2021 | 7 dicembre 2021 |
| 8  | Garage Frank Veloce                  | Fast Frank's Fixit          | 7 dicembre 2021 | 7 dicembre 2021 |
| 8  | Coda-wondo                           | Tail-kwondo                 | 7 dicembre 2021 | 7 dicembre 2021 |
| 9  | Buon compleanno Zampaland            | Happy Birthday Pawston      | 7 dicembre 2021 | 7 dicembre 2021 |